# Challenger de Tigre II 2023
Il Challenger de Tigre II 2023 è stato un torneo maschile di tennis professionistico. È stata la 4ª edizione del torneo, facente parte della categoria Challenger 50 nell'ambito dell'ATP Challenger Tour 2023, con un montepremi di 40 000 $. Si è svolto dal 9 al 15 gennaio 2023 sui campi in terra rossa dell'Hacoaj Nautical Club di Tigre, in Argentina.

## Partecipanti

### Teste di serie
| Nazionalità | Giocatore             | Ranking* | Testa di serie |
| ----------- | --------------------- | -------- | -------------- |
| Argentina   | Camilo Ugo Carabelli  | 126      | 1              |
| Argentina   | Juan Manuel Cerúndolo | 151      | 2              |
| Argentina   | Mariano Navone        | 243      | 3              |
| Argentina   | Andrea Collarini      | 246      | 4              |
| Argentina   | Juan Bautista Torres  | 253      | 5              |
| Argentina   | Hernán Casanova       | 257      | 6              |
| Italia      | Alessandro Giannessi  | 262      | 7              |
| Spagna      | Oriol Roca Batalla    | 268      | 8              |

* Ranking al 2 gennaio 2023.

### Altri partecipanti
I seguenti giocatori hanno ricevuto una wild card per il tabellone principale:
- Valerio Aboian
- Tomás Farjat
- Camilo Ugo Carabelli

I seguenti giocatori sono entrati in tabellone come alternate:
- Rémy Bertola
- Moez Echargui

I seguenti giocatori sono passati dalle qualificazioni:
- Jurgen Briand
- Matías Franco Descotte
- Edoardo Lavagno
- Oleg Prihodko
- Carlos Sánchez Jover
- Thiago Seyboth Wild

## Punti e montepremi
| Torneo    | Torneo              | V     | F     | SF    | QF    | 2T  | 1T  | Q | Q2  | Q1  |
| Singolare | Punti               | 50    | 30    | 17    | 9     | 4   | 0   | 3 | 1   | 0   |
| Singolare | Premi in denaro ($) | 5 500 | 3 260 | 1 900 | 1 120 | 660 | 395 | – | 215 | 125 |
| Doppio    | Punti               | 50    | 30    | 17    | 9     | –   | 0   | – | –   | –   |
| Doppio    | Premi in denaro ($) | 2 130 | 1 250 | 745   | 435   | –   | 245 | – | –   | –   |

## Campioni

### Singolare
Juan Manuel Cerúndolo ha sconfitto in finale  Jesper de Jong con il punteggio di 6–3, 2–6, 6–2.

### Doppio
Daniel Dutra da Silva /  Oleg Prihodko hanno sconfitto in finale  Chung Yun-seong /  Christian Langmo con il punteggio di 6–2, 6–2.